# كابال (منشأة عسكرية)
الكابال هو منشأة عسكرية تابعة للولايات المتحدة الأمريكية في الكويت. يقع الكابال على بُعد أقل من 80 كيلومترًا (50 ميلًا) من الحدود العراقية مع الكويت، وهو مُقام على رقعة صحراوية تبلغ مساحتها 2.6 كيلومتر مربع (ميل مربع واحد)، مُحاطة بسواتر ترابية بارتفاع 3 أمتار (10 أقدام) مُجرَّفة لتشكيل تحصينات ترابية محيطية. وقد طوقت الحكومة الكويتية الجزء الشمالي من الأراضي الكويتية، والذي تبلغ مساحته أكثر من 4100 كيلومتر مربع (1600 ميل مربع) من أصل 18000 كيلومتر مربع (6900 ميل مربع)، حيث تتمركز القوات الأمريكية وقوات التحالف وتُجري تدريباتها. ويتعين على الجنود المُكلفين بهذه المواقع النائية مُباشرة عملياتهم على مدار الساعة نظرًا لقرب الوحدات من الحدود العراقية.

## التاريخ
أنشئت الكابالات بعد فترة وجيزة من نهاية عملية عاصفة الصحراء كجزء من المهمة الأمريكية لحماية الكويت بكتيبة جاهزة للقتال، ولتدريب أفراد الخدمة على الحروب المستقبلية المحتملة ضد العراق. تطلب إنشاء الكابالات جهودًا بشرية وإمدادات مكثفة، كما تطلب العديد من قوافل الصنف الرابع (مواد البناء والحواجز) والمستلزمات المتعاقد عليها. يتم من خلال الكابالات إعادة تنظيم القتال وإعادة التجديد، وهو إعادة نشر المعدات والمركبات والجنود من الكابال. وفي أواخر عام 2002، كانت معظم القوات الأمريكية الموجودة في الكويت موزعة على خمسة كابالات، وهي معسكر نيويورك، ومعسكر نيوجيرسي، ومعسكر كونيتيكت، ومعسكر بنسلفانيا، ومعسكر فيرجينيا. وخلال استعداد الولايات المتحدة الأمريكية لغزو العراق في أوائل عام 2003، حشدت القوات والمروحيات والمدرعات في قواعد راسية على حدود الكويت في معسكر النصر جنوبًا ومعسكر الأديرى شمالًا. وبينهما معسكرات فيرجينيا ونيوجيرسي وبنسلفانيا ونيويورك.

## الوصف
يحتوي الكابال على مرافق طعام، وخيام نوم مكيفة، ومرافق ترفيهية، ومخازن للأسلحة والدبابات والمركبات المدرعة. ويتألف الكابال من مجموعة معسكرات هي معسكر نيويورك، ومعسكر نيوجيرسي، ومعسكر كونيتيكت، ومعسكر بنسلفانيا، ومعسكر فيرجينيا، بالإضافة إلى ثلاثة معسكرات أخرى غير نشطة، وهي معسكر دايموند هيد، ومعسكر كونشو، ومعسكر هانتر. يضم كل معسكر مساحات واسعة من الخيام التي يأوي كل منها ستة جنود، وقاعات طعام، وصفوفًا من المراحيض المتنقلة، ومقطورات مزودة بمغاسل ودُشّات، وصالة رياضية. تكون الخيام عادةً مجهزة بهواتف. وأجهزة للترفيه، حيث تتوفر مجموعة متنوعة من الأفلام والألعاب وغرفة حاسوب. عادةً ما تشكل جدران الكابالات دائرة ذات مدخل أو مدخلين يحرسهما جنود، بينما يحرس جنود آخرون المنطقة الواقعة في مخيطها من خلال أبراج للحراسة.